# Barič
Barič es un pueblo ubicado en el municipio de Obrenovac, en Belgrado, Serbia.

## Superficie
Posee una superficie de 15,99 kilómetros cuadrados.

## Demografía
Hasta 2022 la población era de 6610 habitantes, con una densidad de población de 413,3 habitantes por kilómetro cuadrado.